# Nederwetten en Eckart

Gemeentewapen

Nederwetten en Eckart is een voormalige gemeente in Noord-Brabant die van 1810 tot 1821 heeft bestaan.
Ze bestond uit het grondgebied van Nederwetten en dat van de voormalige heerlijkheid Eckart.
In 1821 werd Nederwetten bij de toenmalige gemeente Nuenen en Gerwen gevoegd, waardoor de huidige gemeente Nuenen, Gerwen en Nederwetten is ontstaan.
Het gebied Eckart werd bij Woensel gevoegd, waardoor de gemeente Woensel en Eckart ontstond die tot 1896 onder deze naam heeft bestaan.